# Тонконог азиатский
Тонконог азиатский (лат. Koeleria asiatica) — вид травянистых растений рода Тонконог (Koeleria)
семейства Злаки (Poaceae).

## Ботаническое описание
Плейстоценовый реликт. Многолетнее травянистое растение, образующее плотную дерновину.
Стебли 7 — 40 см длиной, густоволосистые, фиолетового или зеленоватого цвета. Пластинки листьев 3—10 см длиной и 1,5—2 мм шириной, плоские либо свернутые, ярко — зелёного цвета. Нижние влагалища стеблевых листьев густволосистые; верхние — вздутые, фиолетово окрашенные.
Соцветие  — плотная продолговатая метёлка длиной 1,5—4 см и шириной 2—3 мм. Колоски 4—6 мм длиной, содержат 2—3 цветка. Колосковые чешуи заостренные, по килю покрытые волосками. Нижние цветковые чешуи длинно заостренные, 4,5—5 мм длиной. Пыльники 1,8—2 мм длиной.
Число хромосом: 2n=14.

## Экология и распространение
Обитает в дриадовых, моховых, лишайниковых тундрах, на береговых склонах, галечниках и каменистых склонах.
В России встречается в Сибири, на Приполярном Урале и на севере Дальнего Востока. Вне России встречается на северо-западе Северной Америки.

## Синонимика
По информации базы данных The Plant List, в синонимику вида входят следующие названия:
- Koeleria alpina Steud.
- Koeleria altaica var. glabrifolia Krylov
- Koeleria asiatica subsp. atroviolacea (Domin) Tzvelev
- Koeleria asiatica var. glabrifolia (Domin) Krylov
- Koeleria asiatica var. lanuginosa Domin
- Koeleria asiatica subsp. ledebourii (Domin) Tzvelev
- Koeleria asiatica var. leiantha Domin
- Koeleria atroviolacea Domin
- Koeleria atroviolacea var. tsinghaica Tzvelev
- Koeleria cairnesiana Hultén
- Koeleria geniculata Domin
- Koeleria ledebourii Domin
- Koeleria mariae V.N.Vassil.

## Охранный статус
Занесён в Красные книги Башкортостана, Коми, Ненецкого автономного округа и Ханты — Мансийского автономного округа. Встречается на территории ряда особо охраняемых природных территорий России.